# 6 Bullets
6 Bullets è un film del 2012 diretto da Ernie Barbarash con protagonista Jean-Claude Van Damme.

## Trama
L'ex-soldato della Legione straniera francese Samson Gaul noto per la sua abilità nella ricerca di bambini scomparsi viene ingaggiato da un lottatore di arti marziali la cui figlia è stata rapita.

## Produzione
Il progetto parte col titolo di lavorazione di The Butcher. Successivamente viene cambiato in Six Bullets ed infine il titolo definitivo 6 Bullets. Mentre nei paesi anglosassoni il titolo è rimasto Six Bullets.

### Cast
Nel cast insieme al protagonista Jean-Claude Van Damme, troviamo il figlio di quest'ultimo, Kristopher Van Varenberg, avuto da Van Damme con la terza moglie.

### Budget
Il budget del film è di circa 10 milioni di dollari.

### Riprese
Le riprese del film iniziano il 29 agosto e terminano il 25 settembre 2011.
Il film viene girato a Bucarest, in Romania, ed in Ungheria.

## Promozione
Il primo trailer del film esce il 6 giugno 2012.

## Distribuzione
Il film viene distribuito in Canada e Stati Uniti d'America nel mercato direct-to-video a partire dall'11 settembre 2012 così come in Germania e Gran Bretagna tra settembre ed ottobre. In Giappone invece esce nelle sale cinematografiche il 17 novembre. In Italia arriva direttamente in home video nel 2015.

### Divieto
La pellicola viene vietata ai minori di 18 anni in Germania e negli Stati Uniti d'America per la presenza di violenza, immagini di disturbo, linguaggio scurrile e contenuti sessuali.